# Puerto Krym
Puerto Krym (del ruso: Порт Крым) es una terminal portuaria de Crimea, situada en la costa occidental de la península, en la República de Crimea de Rusia o República Autónoma de Crimea de Ucrania, en el estrecho de Kerch. La localidad más cercana es el poblado de Zhukivka, al nordeste de Kerch.
Se pondría considerar como la conexión marítima más importante entre la península de Crimea y Rusia.

## Historia
Fue construido en 1954 con la intención de acoger las operaciones de los transbordadores de pasajeros, automóviles y ferrocarriles de la línea Puerto Krym-Puerto Kavkaz, entre Ucrania y Rusia. 
Está construido en el punto más angosto del estrecho, donde le separan unos 5 km de la otra orilla. El espacio alrededor del puerto está protegido del oleaje y el hielo con un rompeolas a cada lado. Adjunta al puerto se halla la estación ferroviaria Krym construida especialmente para el paso de los convoyes a los transbordadores. 
Tras la disolución de la URSS se estableció un control aduanero fronterizo. El transporte ferroviario está a cargo de la OOO Anship, filial del grupo ruso de empresas AnRusTrans, y el de automóviles a cargo de la compañía estatal ucraniana Kerchens'ka paromna pereprava.
El 18 de marzo de 2014 tras la anexión de Crimea por parte de Rusia el puerto pasó a estar bajo control ruso, rebajando el control fronterizo y de aduanas entre esta región y el krai de Krasnodar, que había cuando formaba parte de Ucrania.

## Transporte
Al puerto llega el ferrocarril desde Kerch, Feodosiya y Dzhankói. También llega la carretera M-17 Jerson-Kerch parte de la ruta europea E97. Como intercambiador de transporte utiliza la А-290.